# Lubań
Lubań (udtale: [ˈlubaɲ] tysk: Lauban, nogle gange kaldt  Lubań Śląski);
er en by  i  den vestlige del af  Voivodskabet Nedre Schlesien i det sydvestlige Polen.  Byen  har 20.096(2021) indbyggere og et areal på 16,12 km².  Den er administrationsby i  powiatet (amt) Lubań. 

## Geografi
Byen ligger nord for Jizera-bjergene på den vestlige bred af floden Kwisa, og betragtes  som en del af den historiske Oberlausitz-region, selvom den var tættere forbundet med Nedre Schlesien i begyndelsen af det 14. århundrede og fra 1815. Den ligger omkring 25 km øst for Zgorzelec/Görlitz og omkring 45 km nordvest for Jelenia Góra.

## Historie
Byen ligger sandsynligvis på stedet for en lille bosættelse etableret af den vestslaviske Bieżuńczanie-stamme, en af de gamle polske stammer   i det 9. og 10. århundrede. Bieżuńczanie var sammen med den sorbiske Milceni-stamme, som de grænsede op til i vest, blev undertvunget i 990 af Markgrevskabet Meissen. Fra 1002 til 1031 var området en del af det Piast-regerede Polen. I 1156 overdrog den Tysk-romerske kejser Frederik Barbarossa sin allierede, Přemyslid hertugen Vladislaus 2. af Bøhmen med territoriet omkring Bautzen (Budissin), dengang kaldet "Milsko", og efter 1400-tallet kaldet "Oberlausitz".
Luban fik stadsret med Magdeburg-rettigheder i løbet af den tyske Ostsiedlung. Den blev nævnt første gang i 1268. Luban ekspanderede hurtigt, ligesom flere andre byer under Přemyslid-dynastiets styre, på grund af deres gunstige beliggenhed på den historiske Via Regia handelsrute tæt på grænsen til Hertugdømmet Schlesien. Siden omkring 1253 havde Øvre Lausitz midlertidigt været underlagt de Askanske markgrever Johan 1. af Brandenburg og Otto 3. af Brandenburg. I slutningen af det 13. århundrede blev Lubans første bryggeri grundlagt af franciskanerne,
 og tekstilproduktionen blomstrede takket være flamske bosættere.